# Florida Times-Union
El Florida Time-Union es un periódico que se publica diariamente. Su sede está en Jacksonville, Florida. Se lo conoce como el periódico más antiguo del estado de Florida, ya que fue fundado en 1864. En 1883, dos periódicos (el Florida Daily Times y el Florida Union) se unieron y formaron el actual Florida Times-Union, combinando ambos nombres.
- Datos: Q3520924